# Sakarias Løland
Sakarias Koller Løland (20 september 2001) is een Noors wielrenner.

## Carrière
Als junior werd Løland nationaal kampioen op de weg, voor Dennis Gråsvold en Embret Svestad-Bårdseng.
In 2023 won hij, namens Uno-X Dare Development Team, een etappe in de Ronde van Zuid-Bohemen en Parijs-Tours voor beloften. Een jaar later werd hij prof bij Uno-X Mobility, dat hem na drie jaar overhevelde vanuit hun opleidingsploeg. In zijn tweede seizoen bij de ploeg werd hij onder meer achtste in Parijs-Camembert en won hij, voor zijn ploeggenoot Andreas Leknessund, de Ringerike GP.

## Palmares

### Overwinningen
2019
1e etappe Saarland Trofeo
 Noors kampioen op de weg, Junioren
2022
Ringerike GP
2023
1e etappe Ronde van Zuid-Bohemen
Puntenklassement Ronde van Zuid-Bohemen
Parijs-Tours, Beloften
2025
Ringerike GP

### Resultaten in voornaamste wedstrijden
| Jaar | Luik-Bast.‑Luik | Waalse Pijl |
| ---- | --------------- | ----------- |
| 2025 | 67e             | 69e         |

## Ploegen
- 2021 –  Uno-X Dare Development Team
- 2022 –  Uno-X Dare Development Team
- 2023 –  Uno-X Dare Development Team
- 2024 –  Uno-X Mobility
- 2025 –  Uno-X Mobility

Abrahamsen · Andersen · Bendixen · Bévort · Blikra  · Blume Levy · Cort · Dversnes · Eiking (vanaf 8/2) · Fredheim · Gudmestad · Hoelgaard · Holter · Hvideberg · A. Johannessen · T. Johannessen · Kristoff · J. Kulset · M. Kulset · S. Kulset · Larsen · Leknessund · Løland · Resell · Sander Hansen · Skaarseth · Tiller · Urianstad · Wallin · Wærenskjold